# Radom (antennskydd)
Radom (sammansättning av engelska: radar + dome; "radar-kupol", svenskt uttal: "rád´åm") är ett kupolformat väderskydd för en radarantenn eller annan elektronisk utrustning.
Radomens uppgift är att skydda antennen och den känsliga, elektroniska utrustningen för väder och vind. Kupolens hölje får inte inkräkta på antennens funktion och konstrueras oftast av glasfiberarmerade plastkassetter, som tillsammans bildar en klotformig kupol. Den för närvarande (2014) största radomen finns vid Fraunhoferinstitutet i Wachtberg i Tyskland. Kupolens höjd är 54,5 meter och diametern 49 meter. En i Stockholmstrakten känd radom är Bällsta radartorn, som i folkmun kallas för ”Golfbollen” på grund av sitt utseende. I norra Halland har 20-metersteleskopet vid Onsala rymdobservatorium en radom på 30 meters diameter.

## Exempel

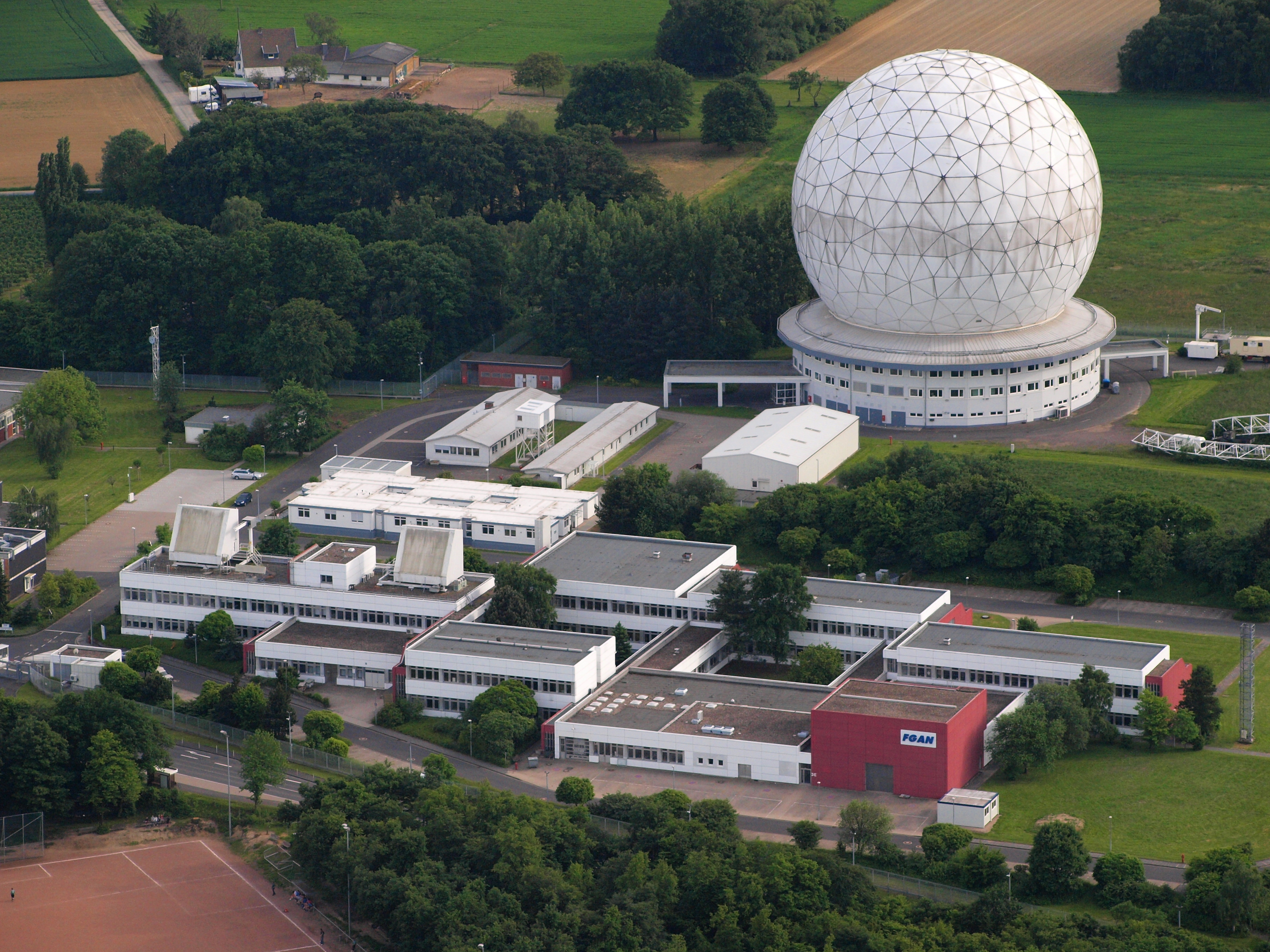
Världens största radom i Wachtberg
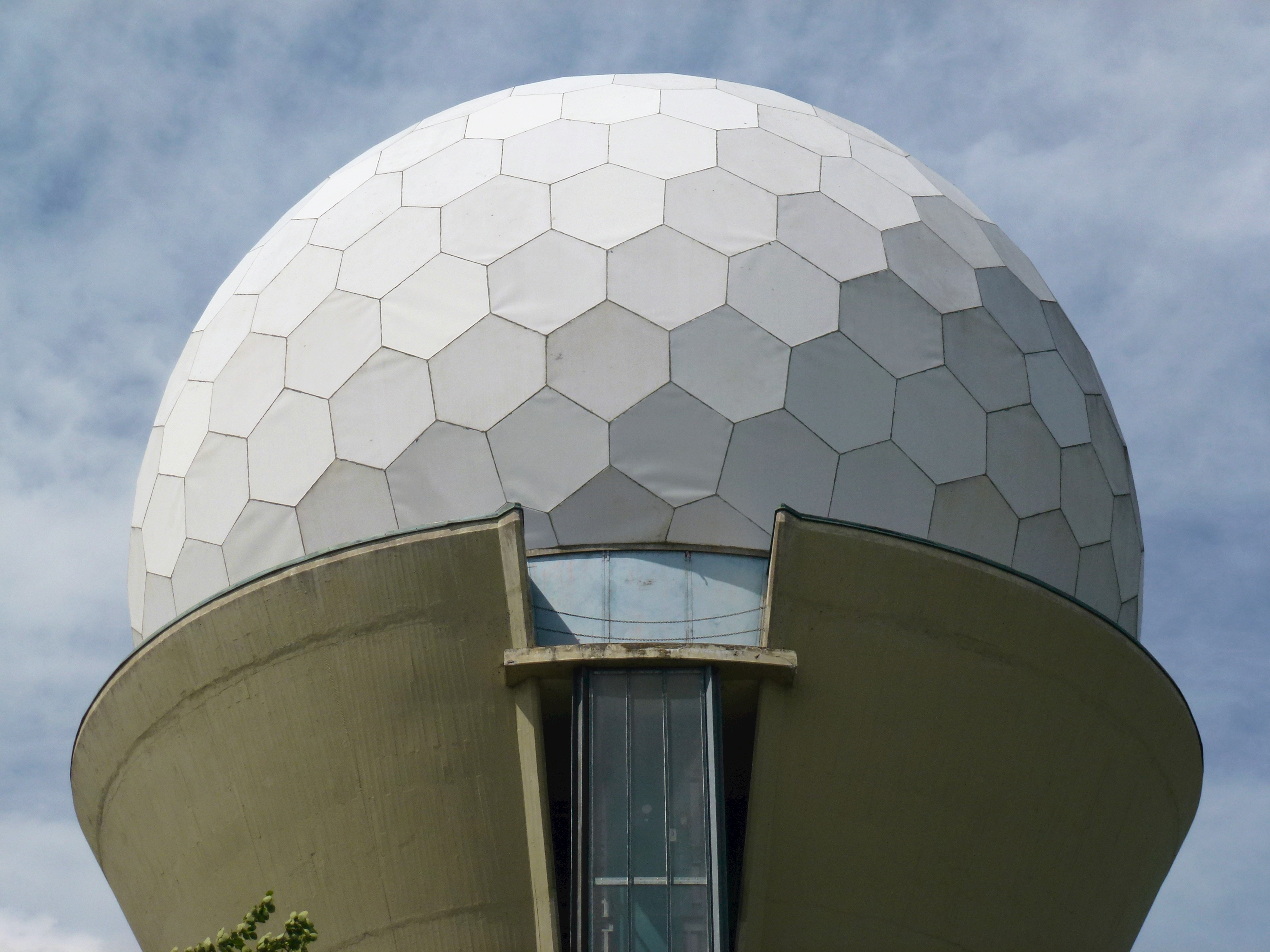
Bällsta radartorn i Bromma, "Golfbollen"
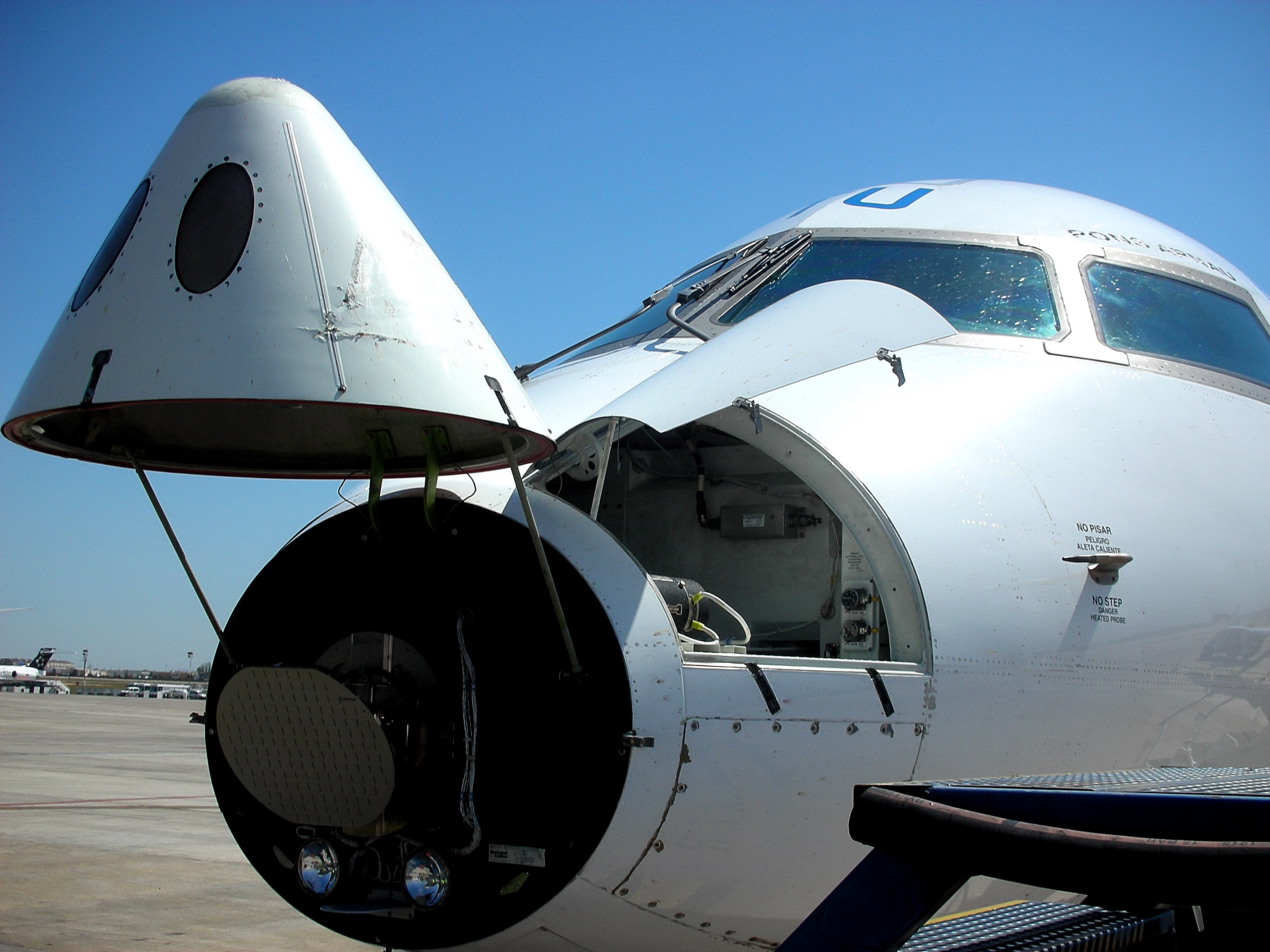
Uppfälld radom på flygplan
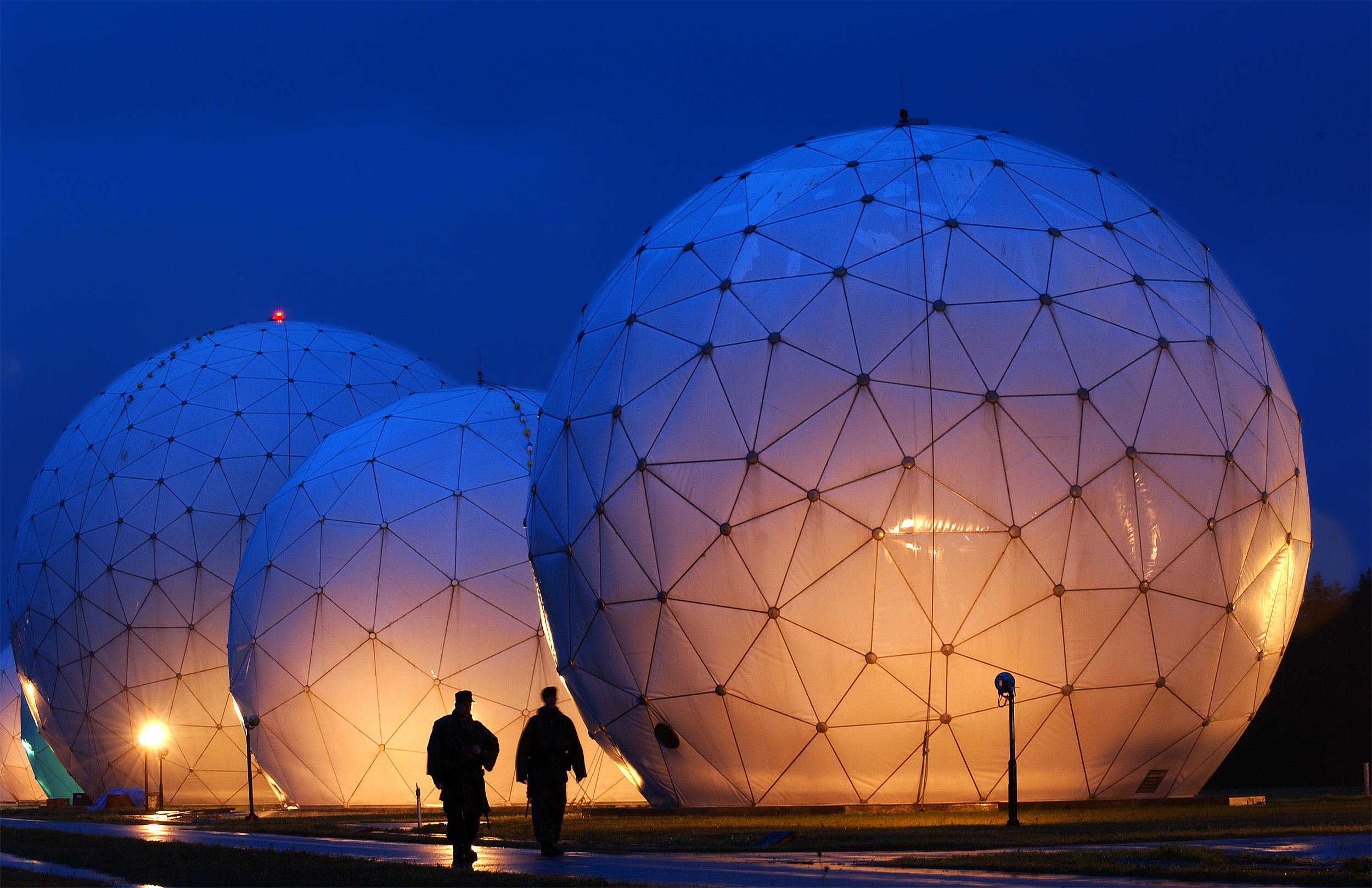
Cryptologic Operations Center, Misawa, Japan